# Дом купца Селиванова
Дом купца Селиванова — архитектурный памятник эпохи классицизма в Белгороде. Объект культурного наследия народов Российской Федерации. Находится по адресу улица Преображенская, 38.

## История
Единственный сохранившийся в Белгороде образец жилого дома городской усадьбы эпохи классицизма. Заказчиком строительства и владельцем дома, вероятно, был купец Василий Селиванов, имена архитектора и строителей неизвестны. Большой каменный дом сразу же стал достопримечательностью города, потому что в конце XVIII века все дома в округе были деревянными, как того требовал городской регламент. Территория, которая сейчас ограничена Народным бульваром, улицами Преображенская, Белгородского полка и князя Трубецкого, раньше относилась к усадьбе. Кроме главного дома в усадьбе были построены флигели и винные погреба, не сохранившиеся до наших дней. В Ведомости недвижимого имущества города Белгорода 1911 года, составленной в городской управе, усадьба описывается так: 

«Дом двухэтажный на погребах, два флигеля одноэтажные, конюшня, сарайчики каменные, амбар деревянный. Владельцы: наследники купца Александра Васильевича Селиванова».— История «Дома купца Селиванова»
 Дом со всеми строениями усадьбы был оценен в 5000 рублей. Это один из самых дорогих домов, так как стоимость подавляющего большинства домов не превышала 100 рублей.
Дом оставался жилым до 1874 года. Купеческая семья Селивановых владела несколькими домами, и некоторые из них сдавали в наем. Так в 1874 году дом был предоставлен Белгородской мужской классической гимназии герцога Эдинбургского, с 1904 года дом был арендован для размещения в нём женской прогимназии Федченко-Якубович. Имеются сведения, что до 1917 года в доме размещался ресторан. В 1918 году дом был отдан под клуб железнодорожников. В клубе работали различные кружки, проходили репетиции духового оркестра, на втором этаже работал городской радиоузел. Усадьба, которую горожане называли «Сад Селиванова», стала для них излюбленным местом отдыха и досуга. Здесь были устроены библиотека, биллиардная, буфет, спортплощадка, танцплощадка.
Во время Великой Отечественной войны дом и другие усадебные постройки пострадали. После 1945 года восстановили только полуразрушенное здание в усадьбе, другие строения были снесены, а территория усадьбы была застроена жилыми и общественными зданиями. В отстроенном доме располагались столярные мастерские, потом — контора и общежитие для сотрудников строительного треста, в 1950-е годы — коммунальные квартиры. С начала 1960-х годов в доме находились различные службы белгородских энергетиков, метрологическая лаборатория. В 1967 году к северо-восточному крылу дома был пристроен лабораторный корпус, а к восточному фасаду — гараж. В 1999 году памятник архитектуры стал домом для созданного Литературного музея Белгорода, филиала Белгородского государственного историко-краеведческого музея. В 2004 году на втором этаже разместился музей истории энергетики Белгородской области — ведомственный музей «Белгородэнерго». Масштабная реставрация здания была проведена в 2002 году.

## Архитектура
Дом П-образный в плане, объём перекрыт четырёхскатной железной крышей. Дом считается двухэтажным, однако имеет разнесение уровней.
Цокольный этаж, в котором устроены «погреба» имеет свой выход на улицу. Первый парадный этаж выделен большей высотой помещений, антресольный этаж перекрывает не весь объём первого этажа. Главный фасад украшен тремя ризалитами. Боковые ризалиты в одно окно между двух полуколонн с ионическими капителями и полуфронтонами на кронштейнах из акантов. Над полуфронтонтонами — ниши с веерными замковыми камнями и декоративным рельефом.
Центральная часть фасада акцентирована четырёхколонным портиком на ризалите цокольного этажа, образующего балкон, центральная ось завершена фронтоном с аркой. Колонны без баз, между ними установлены металлические ажурные решетки, композитные капители утрачены. Плоскость стены за портиком украшена фризом растительного орнамента. Над балконной дверью помещен сандрик на кронштейнах в виде акантов. Под сандриком в нишке декор в виде половины солнечной розетки. Завершает фасад карниз с мутулами.
Окна всех этажей прямоугольные, большие окна парадного этажа сочетаются с меньшими по размеру окнами цокольного и антресольного этажей. Ниши окон цокольного и антресольного этажей частично заложены. По цокольному этажу фасад частично рустован. Вход в здание, расположенный в юго-западном крыле со стороны двора, украшен двухколонным портиком.
Основные черты первоначальной архитектуры дома сохранены до сегодняшнего дня, но часть декоративных элементов утрачена. Зально-анфиладная планировка внутреннего объёма здания восстановлена в процессе реставрации. Также в ходе реставрации в интерьере восстановлены лестницы, печи, арки антресольного этажа, лепной декор потолков парадного этажа. Оригинальность, самобытность Дома Селиванова с подчеркнута соседством с современными офисными зданиями в стиле конструктивизма.